# Ali Rıza Tanrıverdi
Ali Rıza Tanrıverdi (né le 18 août 1991) est un coureur cycliste turc. En 2011, il court pour l'équipe nationale turque.

## Biographie
En 2009, il finit 3e du championnat de Turquie du contre-la-montre juniors. 
En 2010, il remporte sa première victoire lors du K.A.P. Fethiye Yol Yarışları en gagnant la 2e étape et réalise quelques places d'honneurs en Turquie (2e de la 2e étape du K.A.P. Sezon Açılış Kupası Alanya et 2e de la 2e étape du K.A.P. Marmaris dont il finit 3e au classement général) et termine 4e du championnat national de Turquie sur route.
En 2011, il gagne la 2e étape du Tour de Konya et réalise ses premières performances dans l'UCI Europe Tour où il finit deuxième de l'International Paths of Victory Tour où il finit notamment troisième de la troisième étape. Sa première victoire dans ce circuit intervient le 11 septembre 2011 où il gagne le Tour of Marmara en finissant dans trois étapes sur quatre dans les quatre premiers (deuxième de la quatrième étape, quatrième des deuxième et troisième étapes).

## Palmarès
- 2009
  - 3e du championnat de Turquie du contre-la-montre juniors
- 2011
  - Tour of Marmara
  - 2e de l'International Paths of Victory Tour
- 2012
  - 3e étape du Tour de Trakya
  - 2e du Tour of Trakya
  - 3e du Grand Prix Dobrich I